# آفي ديختر
آفي ديختر (بالعبرية: אבי דיכטר‏) سياسي وعسكري إسرائيلي، ولد افي ديختير في اشكلون 1952م، كان عضو في الكنيست عن حزب كاديما، وشغل منصب رئيس جهاز الشاباك، ووزير الأمن الإسرائيلي سابقا.

## منع فعاليات عاصمة الثقافة العربية
في مارس 2009 حاول دخيتر ان يمنع بعض الفعاليات ضمن القدس عاصمة الثقافة العربية بحجة انها تعارض اتفاقا فليسطينيا إسرائيليا يمنع أي نشاط تنظمه السلطة الفلسطينية.
هو رجل أمن إسرائيلي برز أثناء خدمته في لبنان وفي الأرض الفلسطينية المحتلة وكان مسؤولا عن العديد من الخروقات التي ارتكبها الجيش للقانون الدولي الإنساني وقانون حقوق الإنسان.وبعد النجاحات التي حققها من خلال عمله في الأراضي المحتلة تدرج حتى أصبح مديرا للجهاز الأمني الذي قام بفرض العقوبات الجماعيه على الفلسطينيين من اعتقال وهدم بيوت وقتل وتعذيب ومنع من التنقل وحصار.وبدا عمله في السياسة متاخرا ورشح نفسه لعضويه الكنيست الإسرائيلي وأصبح عضوا نتيجة استمرار توجه المجتمع في إسرائيل نحو التطرف ورفض إعطاء إعطاء الفلسطينيين حقهم.

## محاولة اعتقال القائدإبراهيم حامد
أشرف (آفي ديختر) بنفسه على إحدى العمليات التي كانت تستهدف قائد كتائب الشهيد عز الدين القسام إبراهيم حامد بشكلٍ مباشر في أواخر عام 2003 م، وأدّتْ العملية إلى استشهاد ثلاثةٍ من قادة ومجاهدي القسام آنذاك.
حيث توجّه «أفي ديختر» لمدينة رام الله في الأول من شهر ديسمبر/كانون الأول لعام 2003، حيث كان على رأس 300 جنديّ صهيونيّ يبحثون عن إبراهيم حامد. بدأت العملية عند الساعة الثانية عشر ليلة الثلاثين من شهر ديسمبر/كانون الأول من عام 2003.. اقتحمت قوات عسكرية كبيرة مدينتي رام الله والبيرة تتقدمها سيارات مدنية فلسطينية بداخلها قوات خاصة تتنكّر بزيٍّ مدنيّ طوّقتْ عدداً من المواقع المستهدفة.
بدأت العملية بتطويق 18 عمارة سكنية في ضواحي «البيرة»، «الماصيون»، «بيتونيا»، «الإرسال»، «عين منجد»، «البالوع».
والغريب في الأمر أنّ هذه القوات وعلى الرغم من اتساع رقعة عملياتها إلا أنّها في البداية لم تطلِقْ رصاصةً واحدة ولم تفرِضْ حظراً للتجوال على السكان. وبحسب المصادر العبرية فإنّ الهدف الأساسي من العملية كان اعتقال أو تصفية المسؤول الأول في كتائب القسام وهو الشيخ إبراهيم حامد، واستمرت العملية 16 ساعة وكانت النتيجة استشهاد ثلاثةٍ من مساعدي إبراهيم حامد وهم الشهداء «حسنين رمانة»، «صالح تلاحمة»، «سيد عبد الكريم الشيخ قاسم», بالإضافة إلى اعتقال 29 شخصاً منهم أحد المطاردين ويدعى «عماد الشريف» والذي عمِلَ مهندساً في كتائب القسام.
أمّا الآخرون فوُجِّهت لهم تهمُ تقديم العون والمساعدة والإيواء لمطاردين من «حماس»، وهُدِمَت عمارتين سكنيّتيْن في حي «الماصيون» ومدينة «البيرة» تحصّن بداخلهما الشهداء الثلاثة، ومع ذلك كلّه تمكّن المطارد إبراهيم حامد من الإفلات حينها من قبضة قوات الاحتلال.

## اقوال تدل على العنصرية
لشارون «إذا لم تنفع القوة مع العرب فسينفع المزيد من القوة»،
«انا الححت على شارون للإسراع في بناء الجدار العازل»